# 楊秀鳳
楊秀鳳（1907年－1969年8月15日），粵劇花旦及電影演員，自銀幕處女作《少婦的瘋狂》（1937年5月）至《天賜橫財》（1969年5月），一生演出約80齣電影。楊秀鳳的徒弟是新加坡粵劇艷旦倩影儂。楊秀鳳的丈夫張生，亦是香港電影演員及麗的映聲配音藝員，兩人育有一子兩女。20世紀60年代，楊秀鳳患上慢性瘤癌，留院醫治經年，終告藥石無靈，1969年8月15日（星期五）下午5時在九龍伊利沙伯醫院病逝，享年62歲。由「演員公司」為她辦理喪禮，1969年8月18日（星期一）下午2時在九龍殯儀館舉殯，卜葬和合石墳場。

## 外部連結
- 香港電影資料館有關楊秀鳳參演電影的記錄[永久]
- 香港影庫：楊秀鳳 （页面存档备份，存于）
- 楊秀鳳的影像片斷 （页面存档备份，存于）侵犯版權?